# Kaza Kajami-Keane
Kaza Kajami-Keane (* 27. Januar 1994 in Ajax (Ontario)) ist ein kanadischer Basketballspieler.

## Werdegang
Kajami-Keane stammt von einer spanischen Mutter und einem jamaikanischen Vater ab. Er erlernte das Basketballspiel bei der Mannschaft Ajax Lions, die sein Vater gegründet hatte. Er betrieb ebenfalls Leichtathletik und Baseball. Kajami-Keane spielte zwei Jahre für die Basketballschulmannschaft der Pickering High School in der kanadischen Provinz Ontario und wechselte noch als Jugendlicher ins Nachbarland Vereinigte Staaten, wo er in Creedmoor (Bundesstaat North Carolina) der Basketballmannschaft des Christian Faith Center angehörte.
Sein Studium in den Fächern Medien und Kommunikation nahm er ebenfalls in den Vereinigten Staaten auf. Von 2012 bis 2014 weilte er an der Illinois State University, 2014/15 dann an der Cleveland State University. An beiden Hochschulen gehörte er den Basketballmannschaften an, 2015 ging er in sein Heimatland zurück. Er vollzog diesen Schritt, weil er mit seiner Entwicklung an der Cleveland State University nicht zufrieden war und um an der Carleton University für Trainer Dave Smart spielen zu können, unter dessen Leitung sich die Mannschaft der Bildungseinrichtung aus Ottawa zum Seriensieger im kanadischen Hochschulbasketball entwickelt hatte. Mit Carleton gewann Kajami-Keane 2016 und 2017 die kanadische Hochschulmeisterschaft, er wurde als bester Spieler der Endrunde 2017 sowie als Sportler des Jahres an der Carleton University ausgezeichnet.
Er begann seine Laufbahn als Berufsbasketballspieler bei den Raptors 905 in der NBA-G-League. Hernach spielte er in den Niederlanden für Landstede Zwolle und wurde mit der Mannschaft niederländischer Meister. Er erhielt die Auszeichnung als bester Spieler des Meisterschaftsturniers.
Im Spieljahr 2019/20 stand der Kanadier beim deutschen Bundesligisten Mitteldeutscher BC unter Vertrag, für den er im Mittel 15,2 Punkte erzielte. Anschließend wurde er als Neuzugang der Ottawa BlackJacks vermeldet, spielte letztlich jedoch nicht für die kanadische Mannschaft in der Liga CEBL.
Von 2020 bis 2023 stand Kajami-Keane in Diensten des französischen Erstligisten Le Mans Sarthe Basket. Im Sommer 2023 nahm der Kanadier ein Angebot des deutschen Bundesligisten Niners Chemnitz an. Mit den Sachsen gewann er 2024 den FIBA Europe Cup und hatte am ersten Europapokalgewinn der Vereinsgeschichte großen Anteil: Kajami-Keane wurde als bester Spieler des Finalturniers ausgezeichnet. Im Endspiel erzielte er 29 Punkte in nur 28-minütiger Einsatzzeit. In der Bundesliga stieß Kajami-Keane 2024 mit Chemnitz ins Halbfinale vor.
Im Juni 2024 wurde er vom serbischen Verein KK Spartak Subotica als Neuzugang verkündet. Nach der Saison 2024/25 wechselte Kaza Kajami-Keane wieder nach Chemnitz.

### Nationalmannschaft
Kajami-Keane war kanadischer Jugendnationalspieler, nahm 2012 an der U18-Amerikameisterschaft sowie 2013 an der U19-Weltmeisterschaft teil. 2017 gehörte er zur kanadischen Auswahl, die bei den Weltspielen der Studenten antrat. Mit der Herrennationalmannschaft reiste er 2019 sowohl zur Amerikameisterschaft als auch zur Weltmeisterschaft.

### Persönliches
Kajami-Keane stammt aus einer basketballbegeisterten Familie. Seine Schwestern Kalisha and Takima spielten als Studentinnen in den Vereinigten Staaten. Kalisha Kajami-Keane wurde Berufsbasketballspielerin.